# In der Schmiede
In der Schmiede (russisch Во кузнице Wa kusnize) ist eines der bekanntesten russischen Volkslieder.

## Inhalt
Junge Schmiede arbeiten in ihrer Werkstatt. Gleichzeitig versuchen sie, die Aufmerksamkeit eines Mädchens zu erregen. Die Schmiede laden Dunja ein, mit ihnen in den Wald zu gehen, und versprechen ihr, einen neuen Sarafan zu schneidern.

## Historischer Hintergrund
Gemäß einigen Autoren wurde das Lied bei traditionellen russischen Hochzeitsbräuchen gesungen. Allerdings dürfte es nicht als Hochzeitslied gelten oder es hat zumindest seine rituelle Bedeutung verloren.

In der Schmiede war äußerst populär im Russischen Reich und später in verschiedenen Teilen der RSFSR.

## Bearbeitungen und Interpretationen
Das Lied wurde von Lidija Ruslanowa, Leonid Smetannikow und anderen berühmten Sängern interpretiert.
Viele Komponisten (wie Juri Schaporin, Anatoli Alexandrow, Serge Jaroff, Alexander Sweschnikow, Igor Granow) bedienten sich seiner Thematik. Nikolai Tschajkin schrieb Во кузнице für sein 1. Konzert für Bajan und Orchester.